# نفرت‌انگیز (فیلم ۲۰۱۹)
نفرت‌انگیز (به انگلیسی: Abominable) یک فیلم پویانمایی رایانه‌ای در ژانر ماجراجویی است که توسط دریم‌ورکس انیمیشن و پرل استودیو تولید شده‌است. این اثر به نویسندگی جیل کالتون و کارگردانی مشترک کالتون و تاد ویلدرمن است و از صداپیشگان آن می‌توان به کلویی بنت، آلبرت تسای، تنزینگ نورگای، ادی ایزارد، سارا پلسون، تسای چین و میشل وانگ اشاره کرد. که در تاریخ: ۲۷ سپتامبر ۲۰۱۹ توسط یونیورسال استودیوز در ایالات متحده منتشر شد.

## داستان
هنگامی که یی دختری که به تازگی پدرش رو از دست داده یک موجود افسانه‌ای به نام یتی را در پشت‌بام خانه‌اش در شهر شانگهای پیدا می‌کند، به همراه دوستانش جین و پنگ اسمش را اورست می‌گذارند و سفری حماسی را برای بازگرداندن وی نزد خانواده‌اش در بالاترین نقطهٔ زمین آغاز می‌کنند و 

## بازیگران
اعضای منتخب، همان‌طور که از سوی یونیورسال استودیوز اعلام شد، عبارتند از:
- کلویی بنت در نقش یی
- آلبرت تسای در نقش پنگ
- تنزینگ نورگای ترینور به عنوان جین
- ادی ایزارد به عنوان بورنش
- سارا پلسون به عنوان دکتر زارا
- تسای چین به عنوان نایا نای
- میشل وانگ